# NGC 5722
NGC 5722 је елиптична галаксија у сазвежђу Волар која се налази на NGC листи објеката дубоког неба.
Деклинација објекта је + 46° 39' 58" а ректасцензија 14h 38m 54,3s. Привидна величина (магнитуда) објекта NGC 5722 износи 14,7 а фотографска магнитуда 15,7. NGC 5722 је још познат и под ознакама MCG 8-27-14, CGCG 248-16, NPM1G +46.0301, PGC 52355.